# Boxdorf (Floß)
Boxdorf ist Ortsteil des Marktes Floß (Bezirk Oberpfalz, Landkreis Neustadt an der Waldnaab).

## Geographische Lage
Der Weiler Boxdorf liegt ungefähr 500 Meter südwestlich von Floß zwischen der 536 Meter hohen Kuppel im Osten und dem 544 Meter hohen Galgen im Westen an der Straße von Floß nach Theisseil.

## Geschichte

### 11. bis 14. Jahrhundert
Im Jahre 1043 schenkte Pfalzgraf Aribo II. dem von ihm gegründeten Kloster Weißenohe die Ortschaft Boxdorf.
Boxdorf (auch: Pokstorf, Poxdorf, Poxtorff) wurde im niederbayerischen Salbuch aufgeführt.
Boxdorf hatte zu dieser Zeit 4 Bauernhöfe.
Seine Bewohner mussten jährlich 8 mutt Weizen, 8 mutt Korn (Roggen), 20 mutt Hafer, 4 Schweine und 4 mutt Hopfen abliefern.
Als Inhaber von Boxdorf wurde Goetfrid Haekchel genannt.
Dieses Salbuch stammt aus der Zeit zwischen 1269 und 1320.
In diesem Verzeichnis wurden folgende zu Floß gehörigen Ortschaften genannt:
Bergnetsreuth, Boxdorf, Diepoltsreuth, Ellenbach, Gösen, Grafenreuth, Hardt, Haupertsreuth, Kalmreuth, Niedernfloß, Oberndorf, Pauschendorf, Ritzlersreuth, Schlattein, Schönberg, Weikersmühle, Welsenhof, Würnreuth, Würzelbrunn.
Boxdorf wurde auch im Böhmischen Salbüchlein genannt.
Es wurden für Boxdorf 4 Höfe verzeichnet, die jährlich zusammen 4 Schweine, 32 Käse, 240 Eier, 4 mutt Hopfen, 4 mutt Korn, 4 mutt Weizen, 20 mutt Hafer und 1/2 Achtl Mohn Abgaben leisten mussten.
Das Böhmische Salbüchlein enthielt Aufzeichnungen aus der Zeit von 1366 bis 1373 für alle Ortschaften, die im oben zitierten niederbayerischen Salbuch genannt wurden und zusätzlich Plankenhammer als hamer zu Mekenhofen.

### 15. Jahrhundert
Boxdorf ist im Salbuch von 1416/1440 verzeichnet.
Es wurden die folgenden fünf Bauernfamilien in Boxdorf genannt: Leb, Vlraich Herolt, Christiann Menndel, Vllmann, Trappen.
Alle fünf Bauern mussten Nachzill zur Verfügung stellen, aber Trappen nur 1/2 Nachzill.
Als Scharwerkdienste mussten Leb, Vlraich Herolt, Christiann Menndel und Vllmann Mist führen, ackern, holzrücken, düngen, wenn darum gebeten wurde.
Die Abgaben für alle 5 Bauernhöfe zusammen betrugen im Jahr 6 mutt Korn, 4 mutt Weizen, 20 mutt 1 Achtl Hafer, 8 Achtl Hopfen, 32 Käse, 240 Eier, 4 Hühner, 4 Schweine, 1 Wecken oder 10 Pfennig.
Bargeld musste von den 5 Bauern zusammen zu Walburgi und zu Michelstag jeweils 3 Pfund, 60 Pfennig gezahlt werden.
Dieses Salbuch, mit Informationen über die zu Floß gehörenden Ortschaften stammt aus der Zeit 1416 bis 1440.
In ihm erschienen folgende zu Floß gehörende Ortschaften, wie in den beiden älteren Salbüchern:
Bergnetsreuth, Boxdorf, Diepoltsreuth, Ellenbach, Gösen, Grafenreuth, Hardt, Haupertsreuth, Niedernfloß, Oberndorf, Pauschendorf, Ritzlersreuth, Schlattein, Schönberg, Welsenhof, Würnreuth, Würzelbrunn.
Es fehlten: Kalmreuth, Plankenhammer, Weikersmühle.
Hinzu kamen: Fehrsdorf, Gailertsreuth, Konradsreuth, Meierhof, Wilkershof.

### 16. Jahrhundert
In einem Verzeichnis der Mannschaften um das Jahr 1559 wurden die folgenden zu Floß gehörigen Ortschaften aufgeführt:
Bergnetsreuth, Boxdorf, Diebersreuth, Diepoltsreuth, Ellenbach, Fehrsdorf, Gailertsreuth, Gösen, Grafenreuth, Hardt, Haupertsreuth, Höfen, Konradsreuth, Meierhof, Niedernfloß, Oberndorf, Pauschendorf, Plankenhammer, Ritzlersreuth, Schnepfenhof, Schönberg, Steinfrankenreuth, Weikersmühle, Welsenhof, Wilkershof, Würnreuth, Würzelbrunn.
Für Boxdorf wurden die folgenden vier Mannschaften verzeichnet:
Lorennz Minner, Paulus Wiedmann, Steffan Stich, Steffan Khuner.
Bei Boxdorf befand sich die Richtstätte von Floß mit Galgen und Rad.
Der Scharfrichter kam aus Burglengenfeld.

### 17. Jahrhundert
Während des Dreißigjährigen Krieges zogen in den Jahren 1620 und 1621 die Mansfeldischen Soldaten durch Boxdorf.
Dabei raubten sie den Bauern 1 Muskete und 1 Bandelier, 1 Schaf, 1 Ochsen, 2 Pferde.
Eine Schadensaufstellung für Boxdorf aus dem Jahr 1621 ergab einen Schaden von insgesamt 37 Gulden.
Im Hof der Friedrichsburg in Vohenstrauß fand 1650 die Erbhuldigung gegenüber Pfalzgraf von Pfalz-Sulzbach Christian August statt.
Boxdorf erscheint auf der Huldigungsliste mit den 4 Hofbesitzern:
Hannß Beer, Michael Stich, Paulus Lang, Hannß Ferr.
Im Jahr 1652 wird Boxdorf beschrieben mit 4 Höfen.
Seine Einwohner zu dieser Zeit waren 3 Ehepaare, 1 Lediger, 8 Kinder.
Das Vieh bestand aus 16 Ochsen, 11 Kühen, 10 Jungrindern, 8 Schweinen, 12 Schafen.

### 18. Jahrhundert
Eine Beschreibung des Fürstlichen Pflegamtes Floßerbürg aus dem Jahr 1704 verzeichnete für
Boxdorf 4 Mannschaften, 4 Höfe.
In einer historisch-statistischen Beschreibung des Pflegamtes Floß von 1794 wurden aufgeführt für
Boxdorf 4 Bauern, 1 Häusler, 1 Hirt, insgesamt 46 Einwohner.
Um 1800 hatte Boxdorf 6 Häuser und 51 Einwohner.

### 19. Jahrhundert bis Gegenwart
Anfang des 19. Jahrhunderts wurde Boxdorf Steuerdistrikt.
Zum Steuerdistrikt Boxdorf gehörte außer Boxdorf noch der Weiler Kühbach.
Der Steuerdistrikt Boxdorf hatte insgesamt 93 Einwohner und 10 Wohngebäude.
Boxdorf gehörte zur Ruralgemeinde Schönbrunn.
Die Landgemeinde Schönbrunn bestand aus den Dörfern Schönbrunn, Boxdorf, Hardt und Haupertsreuth und den Weilern Kühbach und Würzelbrunn.
Die Ortschaft Boxdorf hatte 1817 51 Einwohner und 6 Wohngebäude, 1861 47 Einwohner und 1961 115 Einwohner und 21 Wohngebäude.
1946 gründeten Juden, die den Holocaust überlebt hatten, in Boxdorf ein landwirtschaftliches Ausbildungslager.
Es war als Kibbuz organisiert und sollte auf das Leben in Israel vorbereiten.
Am 1. Januar 1972 wurde die Gemeinde Schönbrunn und damit auch Boxdorf in den Markt Floß eingegliedert.

## Hausnamen in Boxdorf
- Löw: Boxdorf 1, der Hausname Löw bestand für diesen Hof von 1656 bis 1835.
- Paulus: Boxdorf 3, unter den Vorfahren gab es einen Paul.
- Kasper: Boxdorf 5, der Käufer des Hofes hieß Kaspar Meier.[20]

## Tourismus und Sehenswürdigkeiten
Das Wohnhaus Boxdorf 1 und ein Schaftbildstock auf der Floßer Oed stehen unter Denkmalschutz, siehe Liste der Baudenkmäler in Floß (Oberpfalz)#Boxdorf.
Am Nordrand von Bocksdorf verläuft der Bocklradweg.
Nordwestlich von Bocksdorf befindet sich der Kreislehrgarten Floß.